# Luigi Savoldi
Luigi Savoldi (Nembro, 1856 – Nembro, 1924) è stato un pittore e decoratore italiano.

## Biografia
Fratello maggiore del pittore Nicola e padre dell'editore Antonio, discendente da un'antica famiglia — dedita da generazioni al commercio di foraggi, legnami e all'industria di fornaci laterizie citate per ritrovamenti preistorici nel 1899 —, si diploma in architettura e ornato all'Accademia Carrara, seguendo le lezioni di Enrico Scuri. Vince nel 1878 il premio triennale di quell'istituto con il disegno all'acquarello dal vero di un candelabro romano, distinguendosi nel 1881 all'annuale rassegna degli allievi nella sezione dell'ornato. Si perfeziona a Roma con il fratello, seguendo le lezioni di Ludovico Zeit e Luigi Bazzani.
Bortolo Belotti scrive di Luigi Savoldi:
Molto lavorò per chiese, per palazzi e per ville a Roma. Bortolo Belotti, Storia di Bergamo e dei Bergamaschi, vol. VI, p. 511.
Rientrato in Bergamasca, sposa Caterina Né, discendente da un'antica famiglia di proprietari di molini dedita al commercio di sete e telerie, avendone il figlio Antonio Savoldi, industriale cartotecnico fra Ottocento e Novecento.
Lo scultore Nino Galizzi ha tributato all'amico Luigi un busto in bronzo.